# Lena Jordan
Lena Jordan (née en 1880 ou 1881) est une artiste de cirque et gymnaste russe (dans l'actuelle Lettonie) née d'un père d'origine américaine, active aux XIXe siècle et XXe siècle qui fut à l'âge de 16 ans la première personne à réussir un triple triple saut périlleux en 1897 en Australie.
Ernest Clarke réussit un pareil saut en 1909 et sera longtemps cité comme le premier à avoir réussi ce saut. Ce n'est qu'en 1975 que le Livre Guinness des records reconnait la performance de Lena Jordan, mais en persistant à citer Clarke : « Triple saut périlleux (femme) 1897. Triple saut périlleux (homme) 1909 » et n'est qu'au siècle suivant qu'elle sera seule mentionnée. Clarke ne réussissait le saut que par intermittence. Lena Jordan le réussit à 28 reprises avec le cirque Barnum & Bailey et il faut attendre les années 1920 pour le trapéziste mexicain Alfredo Codona des Flying Codonas pour voir un autre athlète réussir régulièrement ce saut.

## Émission
- [(fr) Cherchez la femme ! (15/30) Lena Jordan - Les exploits sportifs sur Arte (page consultée le 17 janvier 2023)], série en stop motion de Julie Gavras (2021), Arte, durée 0 h 4.